# La Mazière-aux-Bons-Hommes
La Mazière-aux-Bons-Hommes è un comune francese di 66 abitanti situato nel dipartimento della Creuse nella regione della Nuova Aquitania.

## Società

### Evoluzione demografica
Abitanti censiti